# John Brown (abolicionista)
John Brown (Torrington, Connecticut, 9 de mayo de 1800-Charles Town, Virginia Occidental, 2 de diciembre de 1859) fue un líder abolicionista estadounidense. Alcanzó la fama nacional por su abolicionismo radical y por su lucha en Bleeding Kansas, pero finalmente fue capturado y ejecutado por una incitación fallida a una rebelión de esclavos en Harpers Ferry antes de la guerra civil estadounidense.
Un hombre de fuertes convicciones religiosas, Brown creía que era "un instrumento de Dios", levantado para dar el golpe de gracia a la esclavitud estadounidense, tarea que consideraba una "obligación sagrada": Brown fue el principal exponente de la violencia en el movimiento abolicionista estadounidense. Creía que la violencia era necesaria para acabar con la esclavitud en su país, ya que décadas de esfuerzos pacíficos habían fracasado. Brown dijo en repetidas ocasiones que al trabajar para liberar a los esclavizados estaba siguiendo la Regla de Oro, así como la Declaración de Independencia de Estados Unidos, que declara que "todos los hombres son creados iguales". También declaró a menudo que, en su opinión, estos dos principios "significaban lo mismo".
Brown ganó la atención nacional por primera vez cuando dirigió a voluntarios antiesclavistas y a sus propios hijos durante la crisis denominada Bleeding Kansas a finales de la década de 1850, una guerra civil a nivel estatal sobre si Kansas entraría en la Unión como estado esclavista o como estado libre. No estaba satisfecho con el pacifismo abolicionista y decía de los pacifistas: "Estos hombres son pura palabrería. Lo que necesitamos es acción, ¡acción!". En mayo de 1856, Brown y sus hijos mataron a cinco partidarios de la esclavitud en la masacre de Pottawatomie, una respuesta al ataque a Lawrence realizado por las fuerzas pro-esclavistas. A continuación, Brown dirigió las fuerzas antiesclavistas en las batallas de Black Jack y de Osawatomie.
En octubre de 1859, Brown dirigió un asalto a la armería federal de Harpers Ferry, en la actual Virginia Occidental, con la intención de iniciar un movimiento de liberación de esclavos que se extendiera hacia el sur; Brown había preparado una Constitución Provisional para los Estados Unidos revisados y libres de esclavitud que esperaba conseguir. Se apoderó de la armería, pero siete personas murieron y diez o más resultaron heridas. Brown pretendía armar a los esclavos con las armas de la armería, pero sólo unos pocos esclavos se pudieron unir a su revuelta. Los hombres de Brown que no huyeron fueron asesinados o capturados por la milicia local y los marines estadounidenses, estos últimos dirigidos por Robert E. Lee. Brown fue juzgado por traición a la Mancomunidad de Virginia, por el asesinato de cinco hombres y por incitar a la insurrección de los esclavos. Fue declarado culpable de todos los cargos y fue ahorcado el 2 de diciembre de 1859, siendo la primera persona ejecutada por traición en la historia de Estados Unidos.
El asalto a Harpers Ferry y el juicio de Brown, ambos cubiertos ampliamente por los periódicos nacionales, intensificaron las tensiones que condujeron, un año más tarde, a la secesión del Sur, largamente amenazada, y a la guerra civil estadounidense. Los sureños temían que otros siguieran pronto los pasos de Brown, alentando y armando rebeliones de esclavos. Fue un héroe y un icono en el Norte. Los soldados del ejército de la Unión marchaban al son de la nueva canción "John Brown's Body", que lo retrataba como un mártir heroico. Brown ha sido descrito de diversas maneras: como un mártir heroico y visionario, y como un loco y terrorista.

## Biografía

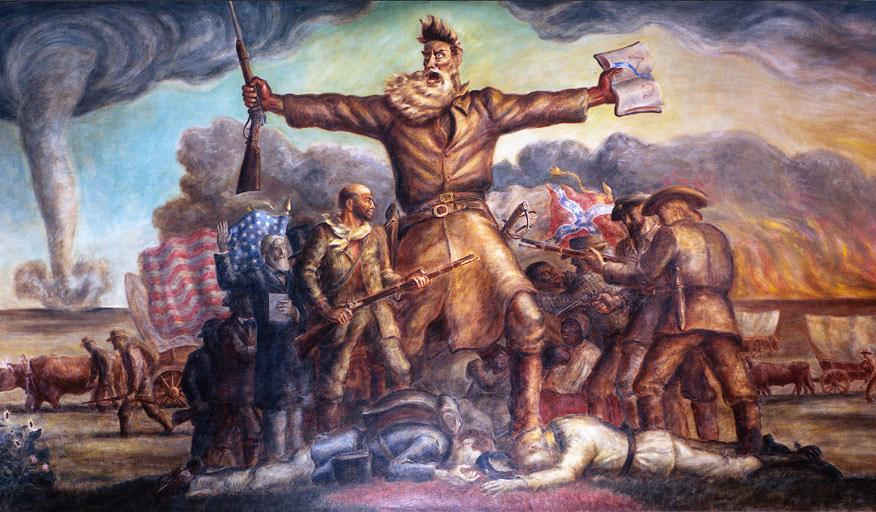
John Brown representado en el mural Preludio trágico, de John Steuart Curry, ubicado en el Capitolio del Estado de Kansas

John Brown pertenecía a una familia devota con opiniones muy bien estructuradas y lógicas contra la esclavitud. Se casó dos veces y tuvo veinte hijos.  
La familia en expansión se mudó con Brown a lo largo de sus viajes, residiendo en Ohio, Massachusetts, Pensilvania y Nueva York. Brown fracasó en varias empresas antes de declararse en bancarrota en 1842. Aun así, pudo apoyar a la causa abolicionista convirtiéndose en conductor del ferrocarril subterráneo y estableciendo la Liga de Galaaditas, una organización establecida para ayudar a los esclavos fugitivos a escapar a Canadá. En 1849 Brown se mudó a la comunidad agrícola negra libre de North Elba, Nueva York, comprometiéndose a enseñar cómo cultivar. A los cincuenta y cinco años se mudó con sus hijos a Kansas. 
En 1856, a raíz de las tensiones que originó la Ley de Kansas-Nebraska y la consecuente quiebra del Compromiso de Misuri, tuvo lugar lo que se conoció como el conflicto de Kansas o "Bleeding Kansas". Aquí John Brown comandó a un grupo de hombres en la batalla de Black Jack (victoria para los abolicionistas) y en la batalla de Osawatomie (victoria para los pro-esclavistas), dos enfrentamientos bélicos de una serie de choques violentos entre quienes defendían la condición de estado libre para el recién creado territorio de Kansas y quienes en cambio querían introducir la esclavitud, aprovechando la vecindad con el estado esclavista de Misuri y la ambigüedad abierta por la Ley de Kansas-Nebraska. 
Una corriente de violencia y polarización estremecía al país; tanto es así que durante el mismo mes de mayo de 1856 ocurría la masacre de Pottawatomie, donde los seguidores de Brown, en plena batalla de Black Jack, causaron la baja de cinco esclavistas. Mientras tanto, en el Senado el representante de Carolina del Sur, el pro-esclavista Preston Brooks, arremetía a bastonazos contra el senador de Massachusetts, el abolicionista Charles Sumner, quien en su discurso "El crimen contra Kansas" hizo alusiones sexuales acerca de la relación de Brooks con sus esclavas.    
En este contexto es donde Brown comienza a tomar notoriedad como líder de pequeños grupos de voluntarios que se destacaron en el conflicto de Kansas. A diferencia de otros norteños abolicionistas, quienes defendían la resistencia pacífica frente a las facciones pro-esclavistas, Brown creía que este método había resultado ser inefectivo y que la única vía para acabar con el opresivo sistema de esclavitud era a través de la insurrección violenta. Además, creía que él era el instrumento de la ira de Dios para castigar al hombre por sus pecados por poseer esclavos. Insatisfecho con el pacifismo que fomentaba la organización del movimiento abolicionista, decía: "Estos hombres están siempre hablando. Cuando lo que nosotros necesitamos es acción, ¡acción!".       
El 16 de octubre de 1859, apoyado por abolicionistas del Norte, Brown planeó crear zonas liberadas en las colinas de la parte occidental de Virginia y con veintiún de sus seguidores asaltó y tomó el arsenal federal de Harpers Ferry (en la actual Virginia Occidental) y se hizo con el control de la ciudad. Su grupo fue rodeado por locales y se vieron obligados a retirarse al almacén, donde se guardaban las bombas antifuego, un edificio después llamado "El fuerte de John Brown" (en 2021 la atracción turística más visitada en el estado de Virginia Occidental). A la mañana siguiente una compañía del ejército, bajo el mando del entonces coronel Robert E. Lee, rompió una de las puertas y mató a los que no se rindieron. Ya diez de los veintiún estaban muertos o muriéndose, entre ellos dos de los hijos de Brown. De los otros once, cinco consiguieron escaparse, y seis, entre ellos Brown, fueron detenidos, procesados por traición, asesinato y fomentar rebelión de los esclavos, y ejecutados el 2 y 16 de diciembre de 1859, en Charles Town, Virginia Occidental (entonces Virginia), convirtiéndose así en un mártir de la causa abolicionista para algunos, y un traidor para otros.
Al estallar la Guerra Civil en 1861 los partidarios de la Unión marchaban a la guerra cantando una canción ("John Brown's Song" o "John Brown's Body"), que relacionaba el martirio de Brown con la venida de Jesucristo y el fin del mundo.
Estos acontecimientos se narran en la película Camino de Santa Fe[cita requerida]. Luego de la muerte de Brown, Henry David Thoreau escribió en 1859 una serie de artículos exculpando y defendiendo la postura del abolicionista.
Los hombres de John Brown en la toma de Harper's Ferry:
- John Henry Kagi
- Aaron Dwight Stevens
- Owen Brown
- Watson Brown
- Oliver Brown
- Jeremiah Goldsmith Anderson
- John Cook
- Albert Hazlett
- Charles Plummer Tidd
- William Thompson
- Dauphin Osgood Thompson
- Edwin Coppoc
- John Anthony Copeland
- William Leeman
- Stewart Taylor
- Osborn Perry Anderson
- Dangerfield Newby
- Lewis Sheridan Leary
- Shields Green
- Francis Jackson Meriam
- John Brown.

## Cultura popular
- En la película  Camino de Santa Fe (1940) Raymond Massey interpretó a John Brown.
- Sterling Hayden interpretó a John Brown en Azules y grises (1982).
- En la serie Norte y Sur (1985, 1986 y 1994) Johnny Cash interpretó a John Brown.
- En la serie El pájaro carpintero (2020) Ethan Hawke interpretó a John Brown.